# فرودگاه اوکلند سوثوست
فرودگاه اوکلند سوثوست (به انگلیسی: Oakland Southwest Airport) یک فرودگاه همگانی بهره‌برداری هوایی است که یک باند فرود آسفالت دارد و طول باند آن ۹۵۳ متر است. این فرودگاه در شهر نیو هادسن، میشیگان کشور ایالات متحده آمریکا قرار دارد و در ارتفاع ۲۸۲ متری از سطح دریا واقع شده‌است.